# Centro para la Lengua Griega
El Centro para la Lengua Griega (en griego, Κέντρο Ελληνικής Γλώσσας, Kentro Ellinikís Glóssas, AFI: [ˈke(n)dro eliniˈcis ˈɣlosas]) es una organización cultural y educativa que anima a promover el idioma griego y su cultura. Tiene su sede en Salónica, pero también tiene una oficina en Atenas. El Centro para la Lengua Griega actúa como un órgano de coordinación, asesoramiento y estratégico del Ministerio de Educación de Grecia, en materia de educación y política lingüística. Está vinculado a la Universidad Aristóteles de Salónica.

## Identidad
Los objetivos de la organización implican:
- el fortalecimiento de la identidad nacional de la diáspora griega;
- la organización de la enseñanza del griego a los extranjeros en Grecia y en el extranjero.

Además, el Centro para la Lengua Griega es el emisor oficial de los certificados oficiales de griego moderno.